# 21-й танковый корпус (СССР)
21-й танковый корпус (21 тк) — оперативно-тактическое соединение (танковый корпус) АБТВ РККА Вооружённых Сил Союза ССР. 
Период боевых действий: с 17 апреля по 10 июня 1942 года. Корпус погиб под Харьковом УССР и расформирован.

## История
Соединение сформировано главнокомандующим Юго-Западного направления в соответствии с директивой Ставки ВГК, от 17 апреля 1942 года, в апреле 1942 года как 21-й танковый корпус. Корпус принял участие в Харьковской наступательной операции.
Наступление Юго-Западного фронта началось 12 мая. За три дня ударные группировки фронта прорвали оборону противника и продвинулись севернее Харькова на 18 — 25 километров (28-я армия) и южнее — на 25 — 50 километров (6-я армия и оперативная группа генерал-майора Л. В. Бобкина). Создались выгодные условия для ввода в бой подвижных соединений с целью развития успеха, однако командование фронта, введённое в заблуждение данными разведки о сосредоточении в районе Змиева крупной танковой группировки противника, задержало ввод в бой танковых корпусов. Наступавшие войска истощили свои силы, и темп продвижения в последующие дни резко снизился. Только 17 мая командование фронта ввело в сражение 21-й танковый корпус, но момент был упущен.
Только во 2-й половине дня 19 мая главком Юго-Западного направления отдал приказ войскам фронта перейти к обороне в барвенковском выступе, но это решение оказалось запоздалым. 23 мая нацистские войска армейской группы «Клейст» соединились южнее Балаклеи с войсками 6-й немецкой армии, перерезав советским войскам пути отхода из барвенковского выступа за реку Северский Донец. Попытка деблокировать их ударом извне силами 38-й армии успеха не имела. Небольшими группами они прорывались через фронт противника и переправлялись на восточный берег Северного Донца. Из окружения вышли около 22 000 человек.
Летом 1942 года формирование погибло под Харьковом и расформировано 24 июня 1942 года
198-я и 199-я танковые бригады были полностью уничтожены и были расформированы. 64-я танковая бригада продолжила свой боевой путь, но не долго — 22 декабря 1942 года обращена на формирование 251-го и 261-го танковых полков.

## Состав
- Управление корпуса
- 64-я танковая бригада
- 198-я танковая бригада
- 199-я танковая бригада
- 4-я мотострелковая бригада
- 5-я отдельная инженерно-минная рота

| Наименование | Количество (ед.) |
| ------------ | ---------------- |
| Танк КВ      | 19               |
| Танк Т-34    | 37               |
| Танк Т-60    | 48               |
| Танк Mk.II   | 10               |
| Танк Mk.III  | 20               |

## В составе
- В составе 6-й армии Юго-Западного фронта